# マシータ
マシータ（1972年7月25日（53歳） - ）は、日本のドラマー。

## 略歴
山口県下関市出身。血液型A型。高校進学後にドラムを始める。 サークルKのアルバイトを得て、1998年、33式回転に加入。2000年、NATSUMENに加入。2003年、BEAT CRUSADERSに加入。2004年7月にデフスターレコーズからメジャー・デビュー。2010年9月にBEAT CRUSADERSが散開（解散）したのちは、フリーランスのドラマーとして活動。2018年からは、新バンドGod bless you（ベースは元「忘れらんねえよ」の梅津拓也、鍵盤に東京60WATTSの杉浦琢雄、ボーカルに花田千草）を結成して活動している。

## 主なレコーディング参加作品
- あ行
  - いきものがかり　4thアルバム『ハジマリノウタ』（2009年12月23日）M11「How to make it」
  - 岩崎愛　アルバム『東京LIFE』（2012年9月12日）M4，M6を除く全て
  - 大森靖子　アルバム『洗脳』（2014年12月3日）M5「ナナちゃんの再生講座」

- か行
  - 木村カエラ　7thアルバム『Sync』（2012年12月19日）M10「Merry Go Round」
  - 黒木渚　1stアルバム『標本箱』（2014年4月2日）M6「ウエット」，M10「テーマ」
  - 後藤まりこ
    - 2ndアルバム『m@u』（2013年12月4日）M1「4がつ6日」，M2「m@u」，M4「すばらしい世界。」，M6「浮かれちゃって、困っちゃって、やんややんややん」，M11「ふれーみんぐりっぷす」
    - 3rdアルバム『こわれた箱にりなっくす』（2014年11月12日）M2「Re:なくす」，M7「正しい夜の過ごし方」

- さ行
  - Superfly
    - 3rdアルバム『Mind Travel』（2011年6月15日）M6「Deep-sea Fish Orchestra」
    - 14thシングル『愛をくらえ』（2011年10月12日）M2「I My Me Mine Mine」

  - 住岡梨奈　2ndアルバム『watchward』（2014年11月12日）M1「鮮やかにいきたい」，M9「DROPS」

- た行
  - つじあやの　15thシングル『ありえないくらい奇跡』（2008年2月20日）M1「ありえないくらい奇跡」

- な行
  - 中村一義　6thアルバム『海賊盤』（2016年3月2日）全11曲参加
  - のん　ミニアルバム『ベビーフェイス』（2019年6月12日）M1「やまないガール」，M2「モヤモヤ」，M5「涙の味、苦い味」[1]
- は行
  - PAGE　1stアルバム『ノンフィクション・ガール』（2014年9月24日）M7「Colorful」
  - Heavenstamp　ミニアルバム『Romantic Apartment』（2014年7月16日）全6曲参加
  - Hermann H. & The Pacemakers　ベスト『The Best of Hermann H. & The Pacemakers』（2013年3月6日）M22「OEM」，アルバム『THE NOISE, THE DANCE』（2014年1月29日）全10曲参加

- ま行
  - 観月ありさ　シングル『VACATION』（2002年4月24日）M3「VACATION [PUNKISH MIX]」

- や行
  - 山崎あおい　6thシングル『ふたりで歩けば』（2014年11月19日）M1「ふたりで歩けば」
  - 山下智久　6thシングル『LOVE CHASE（通常盤）』（2012年7月4日）M3「君と風と三日月」

## 主な共演者・サポート
- 石崎ひゅーい
- 黒木渚
- 後藤まりこ
- つばさFLY
- 中村一義
- 日食なつこ
- PUFFY
- PAGE
- Heavenstamp
- Hermann H. & The Pacemakers
- 忘れらんねえよ

## TVCM
- ミツカン『ぽんジュレ』
- HONDA『Freed Spike』